# پلایترسهایم
پلایترسهایم (به آلمانی: Pleitersheim) یک شهر در آلمان است که در باد کرویتسناخ واقع شده‌است.